# Lijst van voetbalinterlands Aruba - Saint Vincent en de Grenadines
Deze lijst van voetbalinterlands geeft een overzicht van alle officiële voetbalwedstrijden tussen de nationale teams van Aruba en Saint Vincent en de Grenadines. De landen hebben tot op heden twee keer tegen elkaar gespeeld. De eerste ontmoeting, een kwalificatiewedstrijd voor het Wereldkampioenschap voetbal 2018, werd gespeeld in Kingstown op 4 september 2015. Het laatste duel, de returnwedstrijd in dezelfde kwalificatiereeks, vond plaats op 8 september 2015 in Oranjestad.

## Wedstrijden
| № | Plaats        | Datum            | Competitie           | Wedstrijd                       | Uitslag |
| - | ------------- | ---------------- | -------------------- | ------------------------------- | ------- |
| 1 | Saint Vincent | 4 september 2015 | WK 2018 kwalificatie | St. Vincent en de Gren. − Aruba | 2 − 0   |
| 2 | Oranjestad    | 8 september 2015 | WK 2018 kwalificatie | Aruba − St. Vincent en de Gren. | 2 − 1   |

## Samenvatting
| Competitie      | Totaal gespeeld | Winst Aruba | Gelijk | Winst St. Vincent en de Gren. | Doelsaldo Aruba – St. Vincent en de Gren. |
| --------------- | --------------- | ----------- | ------ | ----------------------------- | ----------------------------------------- |
| WK-kwalificatie | 2               | 1           | 0      | 1                             | 2 − 3                                     |
| Totaal          | 2               | 1           | 0      | 1                             | 2 − 3                                     |

Wedstrijden bepaald door strafschoppen worden, in lijn met de FIFA, als een gelijkspel gerekend.